# Dohrniphora zophera
Dohrniphora zophera är en tvåvingeart som beskrevs av Ronald Henry Lambert Disney 2003. Dohrniphora zophera ingår i släktet Dohrniphora och familjen puckelflugor. Inga underarter finns listade i Catalogue of Life.